# Fördraget i Königsberg
Fördraget i Königsberg var den diplomatiska lösningen på en konflikt som höll på att bryta ut mellan Sverige och Brandenburg under vintern 1655/1656, under Karl X Gustavs polska krig. Föredraget skrevs under den 7 januari 1656 i Wehlau utanför Königsberg (nuvarande Kaliningrad).
Fredrik Vilhelm av Brandenburg lovade att sluta förhandla med Sveriges fiender, erkänna den svenska kronans rätt till hela Ostpreussen och att hälften av provinsens hamntullar skulle tillkomma Sverige. Brandenburg skulle också ge Karl X Gustav hjälp med trupper. I gengäld skulle Fredrik Vilhelm behålla Ostpreussen men inte som län av den polske kungen utan den svenska kronan.